# Thecla muatta
Thecla muatta är en fjärilsart som beskrevs av William Chapman Hewitson 1877. Thecla muatta ingår i släktet Thecla och familjen juvelvingar. Inga underarter finns listade i Catalogue of Life.